# الماسو
الماسو (به لاتین: Almașu) یک منطقهٔ مسکونی در رومانی است که در شهرستان سلاژ واقع شده‌ است.

## خصوصیات
الماسو ۱۵٬۹۷ کیلومترمربع مساحت و ۲٬۸۵۳ نفر جمعیت دارد.